# Stefka Jordanovová
Stefka Jordanovová (bulharsky: Стефка Йорданова; 9. ledna 1947 Burgas – 16. ledna 2011 Burgas) byla bulharská atletka a běžkyně.
V roce 1971 na halovém ME v Sofii vybojovala bronzovou medaili ve štafetě na 4×400 metrů. V individuálním závodě na 400 metrů nepostoupila z rozběhu. V roce 1973 se stala v nizozemském Rotterdamu halovou mistryní Evropy v běhu na 800 metrů. Trať tehdy zaběhla v novém halovém světovém rekordu, jehož hodnota byla 2:02,65.